# Tomas Rinkevičius
Tomas Rinkevičius (Rietavas, 4 gennaio 1978) è un allenatore di pallacanestro ed ex cestista lituano.